# Платово
Пла́тово (рос. Платово) — село у складі Совєтського району Алтайського краю, Росія. Адміністративний центр та єдиний населений пункт Платовської сільської ради.

## Населення
Населення — 646 осіб (2010; 565 у 2002).
Національний склад (станом на 2002 рік):
- росіяни — 91 %